# Bouquet (EP)
Bouquet là extended play (EP) đầu tiên của bộ đôi DJ người Mỹ The Chainsmokers. Nó được phát hành vào ngày 23 tháng 10 năm 2015.

## Danh sách bài hát
| STT              | Nhan đề                                                       | Sáng tác                                                                                      | Thời lượng |
| ---------------- | ------------------------------------------------------------- | --------------------------------------------------------------------------------------------- | ---------- |
| 1.               | "Roses" (hợp tác với Rozes)                                   | Andrew Taggart Elizabeth Mencel                                                               | 3:46       |
| 2.               | "New York City"                                               | Taggart Brittany Amaradio                                                                     | 3:50       |
| 3.               | "Until You Were Gone" (với Tritonal hợp tác với Emily Warren) | Taggart Emily Warren Chad Cisneros Dave Reed Curtis Troy Austin Jared Scharff Andrew Williams | 3:37       |
| 4.               | "Waterbed" (hợp tác với Waterbed)                             | Taggart Chad Montermini Cat Paternostro                                                       | 3:29       |
| 5.               | "Good Intentions" (hợp tác với BullySongs)                    | Taggart Andrew Bullimore Jack McManus                                                         | 3:27       |
| Tổng thời lượng: | Tổng thời lượng:                                              | Tổng thời lượng:                                                                              | 18:08      |

## Xếp hạng
| Bảng xếp hạng (2015–16)                       | Vị trí |
| --------------------------------------------- | ------ |
| Album Hoa Kỳ Billboard 200                    | 31     |
| Album Hoa Kỳ Top Dance/Electronic (Billboard) | 2      |
| Album Hoa Kỳ Heatseekers (Billboard)          | 4      |